# Darrell Roodt
Darrell Roodt, noto anche come Darrell James Roodt o Daryll James Roodt (Johannesburg, 28 aprile 1962), è un regista, sceneggiatore e produttore cinematografico sudafricano.

## Filmografia

### Regista
- City of Blood (1983)
- South Africa (Place of Weeping) (1986)
- Tenth of a Second (1987)
- The Stick (1988)
- Jobman (1989)
- Fino alla morte (To the Death) (1992)
- Sarafina! Il profumo della libertà (Sarafina!) (1992)
- Famiglia in fuga (Father Hood) (1993)
- Terra amata (Cry, the Beloved Country) (1995)
- Dangerous Ground (1997)
- Second Skin (2000)
- Witness to a Kill (2001)
- Sumuru (2003)
- Yesterday (2004)
- Faith's Corner (2005)
- Number 10 (2006)
- Cryptid (2006)
- Prey - La caccia è aperta (Prey) (2007)
- Meisie (2007)
- Lullaby (2008)
- Zimbabwe (2008)
- Jakhalsdans (2010)
- Winnie Mandela (Winnie) (2011)
- Stilte (2012)
- Little One (2012)
- Stealing Time (2013)
- Die Ballade van Robbie de Wee (2013)
- Safari (2013)
- Lake Placid: Legacy (2018)